# هولي ويبر
هولي ويبر (بالإنجليزية: Holly Weber)‏ هي عارضة وممثلة أمريكية، ولدت في 20 سبتمبر 1984 في لوما ليندا في الولايات المتحدة.

## أعمال

### أفلام
- فولت عالي[4]

## وصلات خارجية
- هولي ويبر على موقع IMDb (الإنجليزية)
- هولي ويبر على موقع قاعدة بيانات الفيلم (الإنجليزية)